# Séné (Morbihan)
Pour les articles homonymes, voir Séné.
Séné [sene] est une commune française située dans le département du Morbihan, en région Bretagne.

## Géographie

### Situation
| Golfe du Morbihan | Vannes            |              |
| Golfe du Morbihan | Séné              | Theix-Noyalo |
| Golfe du Morbihan | Golfe du Morbihan |              |

| - Carte topographique de la commune de Séné. |

Séné est une commune située au fond du golfe du Morbihan, limitée à l’ouest par la ville de Vannes et à l’est par la commune de Theix dont elle est physiquement séparée par la rivière de Noyalo. Sa superficie est de 2 000 ha. Elle est entourée par 47 km de trait de côtes particulièrement découpées, avec de nombreuses petites plages et ports.
Séné fait partie du parc naturel régional du golfe du Morbihan.
La position de Séné, à la fois maritime et terrestre, a fait de ses habitants une population de marins et d’agriculteurs.
Les marins naviguaient autrefois sur des barques à deux voiles rouges appelés sinagots.Ces bateaux du type "chaloupe sardinière" sont l'emblême de Séné. Notons que le nom des habitants de la commune est également sinagot(e)s.  La pêche les conduisait selon la saison à draguer les coquillages sur les vasières du golfe, à pêcher avec des casiers au printemps la seiche, appelée localement « morgat ». La pêche se pratiquait également au filet, au large, sur plusieurs jours, entre la baie de Quiberon et Le Croisic, jusqu'à l’embouchure de la Vilaine où se pêchait la civelle.
Dans les nombreux villages entourant le bourg de Séné, la culture du chou-pomme a été longtemps la principale activité, ce jusque dans les années 1950-1960, avec l’élevage de vaches laitières. Il y a aujourd’hui beaucoup moins de fermes et les agriculteurs ont évolué vers des cultures maraîchères, certaines ont acquis le label « Bio ».
Séné compte quatre îles :
- Boëd (ou Bouëd), la plus grande, qui est difficile d'accès ; on peut s'y rendre à pied à marée basse.
- Boëdic (ou Bouédic) située au sud de Bellevue ;
- Mancel, située dans l'anse de Mancel. Cette anse, polder (de 66 ha) gagné sur la mer, est redevenue vasière après la destruction en 1937 d’une digue dont il reste quelques vestiges visibles à la pointe du Bill (appelée Grand pont), côté Moustérian et à l’ouest de la presqu'île de la Villeneuve ;
- île de Béchit reliée à la presqu'île de la Villeneuve par les ruines de l'ancienne digue de poldérisation de l'anse de Mancel.

Le territoire communal compte également quelques roches qui ne sont jamais recouvertes par la marée, comme Le Grafol (dans la rivière de Vannes) ou l'îlot de Boëd sur lequel était sis un poste de guet des douanes.
Les anciens marais salants (près de 220 ha) sont devenus depuis peu un havre de paix pour des milliers d'oiseaux migrateurs ou nicheurs de la région. La réserve naturelle nationale des marais de Séné à Falguéréc organise des balades naturalistes.
Séné est séparée de la presqu'île de Rhuys par la rivière de Noyalo. Le passage Saint-Armel permet en saison estivale de traverser la rivière. Deux passeurs existent à Séné, celui de Montsarrac,( vers le Hézo, et St Armel ) et Barrarach (vers Conleau en Vannes).

### Le risque de submersion marine
Selon un index global correspondant à l'agrégation de 5 critères effectué en 2011 par l'Observatoire national des risques naturels, Séné est, après Carnac, Damgan, Riantec et Sarzeau, la cinquième commune du Morbihan la plus exposée au risque de submersion marine avec 15 % de sa population totale concernée (soit 1 206 personnes) et 7,64 hectares de bâti exposé au risque de submersion.

### Hydrographie
Pour un article plus général, voir Réseau hydrographique du Morbihan.
La commune est située dans le bassin Loire-Bretagne. Elle est drainée par le ruisseau de liziec et divers autres petits cours d'eau,.
Le ruisseau de Liziec, d'une longueur de 21 km, prend sa source dans la commune de Elven et se jette  dans le golfe du Morbihan à Theix-Noyalo, après avoir traversé huit communes. 

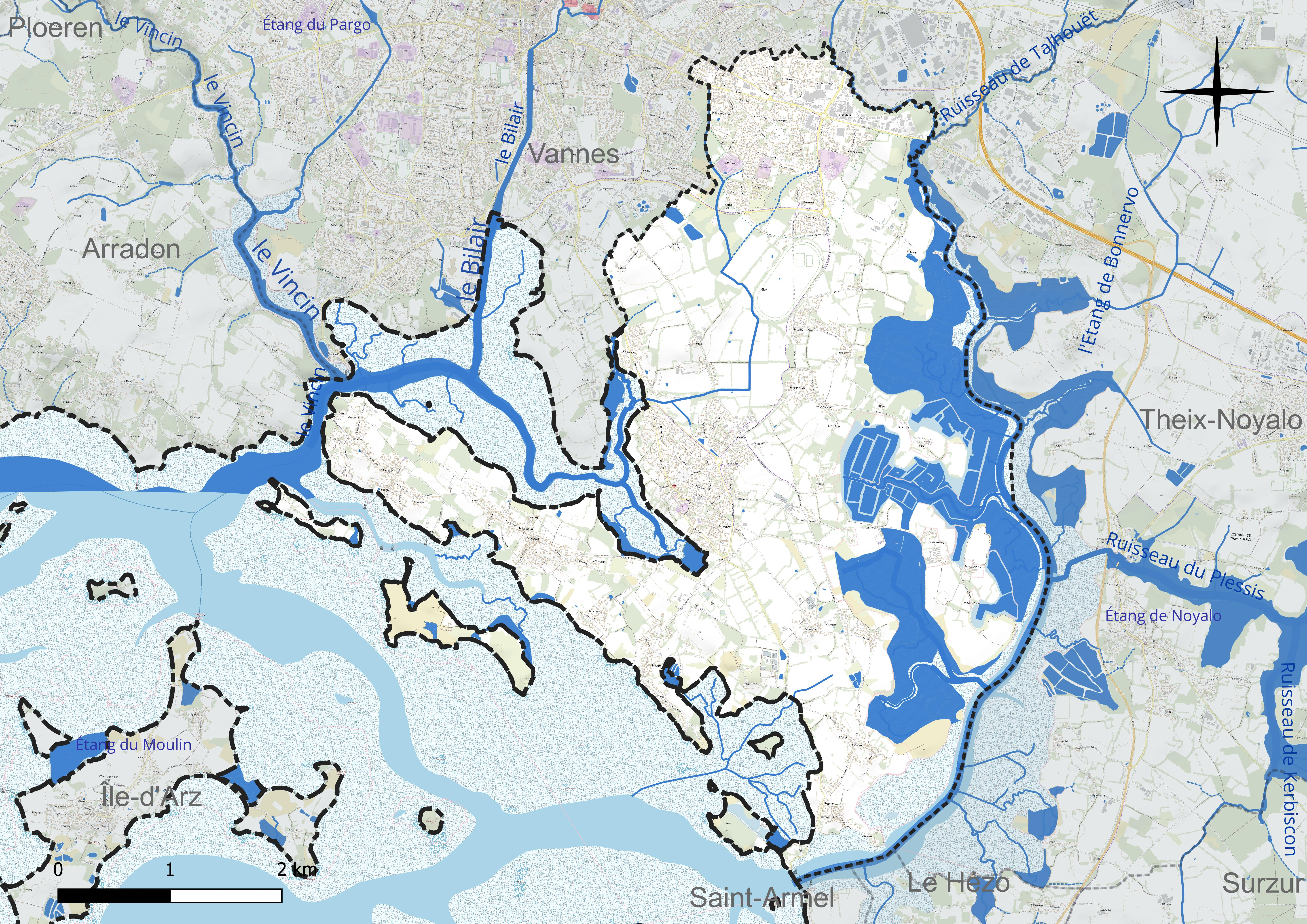
Réseau hydrographique de Séné.

### Climat
Le climat qui caractérise la commune est qualifié, en 2010, de « climat méditerranéen altéré », selon la typologie des climats de la France qui compte alors huit grands types de climats en métropole. En 2020, la commune ressort du type « climat océanique » dans la classification établie par Météo-France, qui ne compte désormais, en première approche, que cinq grands types de climats en métropole. Ce type de climat se traduit par des températures douces et une pluviométrie relativement abondante (en liaison avec les perturbations venant de l'Atlantique), répartie tout au long de l'année avec un léger maximum d'octobre à février.
Les paramètres climatiques qui ont permis d’établir la typologie de 2010 comportent six variables pour les températures et huit pour les précipitations, dont les valeurs correspondent à la normale 1971-2000. Les sept principales variables caractérisant la commune sont présentées dans l'encadré ci-après.
| Paramètres climatiques communaux sur la période 1971-2000 - Moyenne annuelle de température : 12,1 °C - Nombre de jours avec une température inférieure à −5 °C : 0,9 j - Nombre de jours avec une température supérieure à 30 °C : 2,2 j - Amplitude thermique annuelle : 11,9 °C - Cumuls annuels de précipitation : 789 mm - Nombre de jours de précipitation en janvier : 12,6 j - Nombre de jours de précipitation en juillet : 6 j |

Avec le changement climatique, ces variables ont évolué. Une étude réalisée en 2014 par la Direction générale de l'Énergie et du Climat complétée par des études régionales prévoit en effet que la  température moyenne devrait croître et la pluviométrie moyenne baisser, avec toutefois de fortes variations régionales. La station météorologique de Météo-France installée sur la commune et mise en service en 1998 permet de connaître en continu l'évolution des indicateurs météorologiques. Le tableau détaillé pour la période 1981-2010 est présenté ci-après.
| Mois                                  | jan.          | fév.          | mars          | avril         | mai           | juin         | jui.        | août          | sep.          | oct.          | nov.          | déc.          | année     |
| ------------------------------------- | ------------- | ------------- | ------------- | ------------- | ------------- | ------------ | ----------- | ------------- | ------------- | ------------- | ------------- | ------------- | --------- |
| Température minimale moyenne (°C)     | 3,6           | 3,5           | 4,8           | 6,6           | 10            | 12,5         | 14,2        | 13,7          | 11,3          | 9,6           | 5,8           | 3,1           | 8,3       |
| Température moyenne (°C)              | 6,5           | 7             | 8,9           | 11,1          | 14,3          | 17,4         | 18,9        | 18,6          | 16,5          | 13,4          | 9,3           | 6,4           | 12,4      |
| Température maximale moyenne (°C)     | 9,5           | 10,5          | 13            | 15,6          | 18,6          | 22,3         | 23,5        | 23,5          | 21,7          | 17,3          | 12,9          | 9,6           | 16,5      |
| Record de froid (°C) date du record   | −7,4 10.01.09 | −7,3 11.02.12 | −8,6 01.03.05 | −2,6 07.04.08 | −0,6 01.05.16 | 3,7 01.06.15 | 7 29.07.15  | 6,2 20.08.14  | 2,5 29.09.07  | −1,5 26.10.10 | −5,8 29.11.10 | −7,1 02.12.10 | −8,6 2005 |
| Record de chaleur (°C) date du record | 16,7 24.01.16 | 20,2 27.02.19 | 23,7 19.03.05 | 27,1 07.04.11 | 29,9 25.05.12 | 36 30.06.15  | 37 18.07.06 | 38,3 09.08.03 | 32,2 07.09.21 | 28,5 01.10.11 | 20,6 01.11.15 | 16,4 27.12.15 | 38,3 2003 |
| Ensoleillement (h)                    | 74,6          | 102,2         | 151,5         | 189,9         | 203,9         | 252,3        | 246,3       | 218,5         | 207,6         | 116,5         | 91,8          | 84,4          | 1 939,4   |
| Précipitations (mm)                   | 99,8          | 71,2          | 76,8          | 70,6          | 62,8          | 36,8         | 56,8        | 50,3          | 60,2          | 105,7         | 105,3         | 111,6         | 907,9     |

## Urbanisme

### Typologie
Au 1er janvier 2024, Séné est catégorisée ceinture urbaine, selon la nouvelle grille communale de densité à sept niveaux définie par l'Insee en 2022.
Elle appartient à l'unité urbaine de Vannes, une agglomération intra-départementale regroupant quatre  communes, dont elle est une commune de la banlieue,,. Par ailleurs la commune fait partie de l'aire d'attraction de Vannes, dont elle est une commune de la couronne,. Cette aire, qui regroupe 47 communes, est catégorisée dans les aires de 50 000 à moins de 200 000 habitants,.
La commune, bordée par l'océan Atlantique, est également une commune littorale au sens de la loi du 3 janvier 1986, dite loi littoral. Des dispositions spécifiques d’urbanisme s’y appliquent dès lors afin de préserver les espaces naturels, les sites, les paysages et l’équilibre écologique du littoral, tel le principe d'inconstructibilité, en dehors des espaces urbanisés, sur la bande littorale des 100 mètres, ou plus si le plan local d’urbanisme le prévoit.

### Quartiers
Le Poulfanc ( en breton Ar Poul Fank ) : quartiers urbain de Séné, composé de commerces français, breton, étrangers et de grandes surfaces.

### Occupation des sols

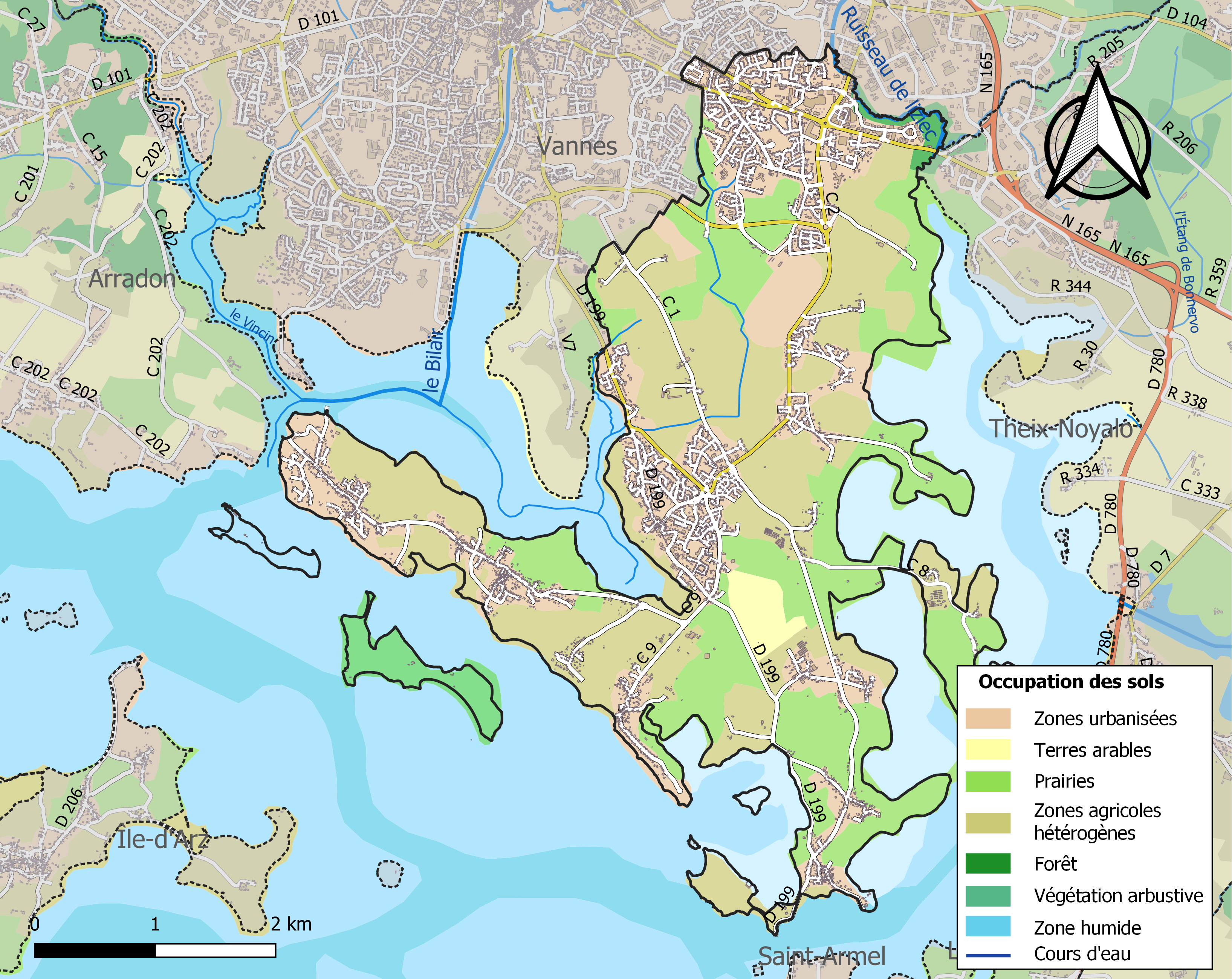
Carte des infrastructures et de l'occupation des sols de la commune en 2018 (CLC).

Le tableau ci-dessous présente l'occupation des sols de la commune en 2018, telle qu'elle ressort de la base de données européenne d’occupation biophysique des sols Corine Land Cover (CLC).
| Type d’occupation                                               | Pourcentage | Superficie (en hectares) |
| --------------------------------------------------------------- | ----------- | ------------------------ |
| Tissu urbain discontinu                                         | 27,0 %      | 464                      |
| Zones industrielles ou commerciales et installations techniques | 1,2 %       | 34                       |
| Équipements sportifs et de loisirs                              | 1,8 %       | 31                       |
| Terres arables hors périmètres d' irrigation                    | 1,6 %       | 28                       |
| Prairies et autres surfaces toujours en herbe                   | 27,2 %      | 467                      |
| Systèmes culturaux et parcellaires complexes                    | 35,2 %      | 605                      |
| Forêts de feuillus                                              | 0,7 %       | 12                       |
| Landes et broussailles                                          | 2,2 %       | 38                       |
| Marais maritimes                                                | 1,2 %       | 20                       |
| Zones intertidales                                              | 1,0 %       | 18                       |
| Mers et océans                                                  | 0,1 %       | 2                        |
| Source : Corine Land Cover                                      |             |                          |

## Toponymie
Le nom de la localité est attesté sous les formes Sene en 1387, Seine en 1483, Sene en 1453, et Sine en 1731.
Sené est probablement issu d'un toponyme roman en -acum, indiquant l'existence d'une enclave romane jusqu'au Moyen Âge. Les formes médiévales de Sene peuvent aussi s'expliquer par la chute de la consonne finale.
Sine en breton.

## Histoire

### Préhistoire et Antiquité
Les premières traces de peuplement à Séné remontent à l'époque néolithique. Quelques vestiges de mégalithes de cette époque (dolmens et tumulus) sont encore visibles à Gornevèze (dolmen découvert en 1878) et sur l'île de Boëd. Ces premières installations ont pu être datées, grâce à ces vestiges, au Ve millénaire av. J.-C.
Les Vénètes s'installèrent ensuite au Ve siècle av. J.-C. sur le territoire qui allait devenir le Vannetais. Leur capitale était située à Locmariaquer. Leur défaite en -56, face à l'armée romaine, incorpore de facto l'Armorique aux conquêtes de Rome. Des vestiges de l'époque gallo-romaine ont par ailleurs été découverts sur la commune : tuiles à rebords (tegulae) et restes de fours à augets.

### Moyen Âge
Le Moyen Âge voit la multiplication de seigneuries sur le nord du territoire sinagot, du fait de son rattachement au domaine ducal vannetais : Lestrénic, Auzon, Cano, Barrarac'h... qui vont donner leurs noms aux villages actuels.

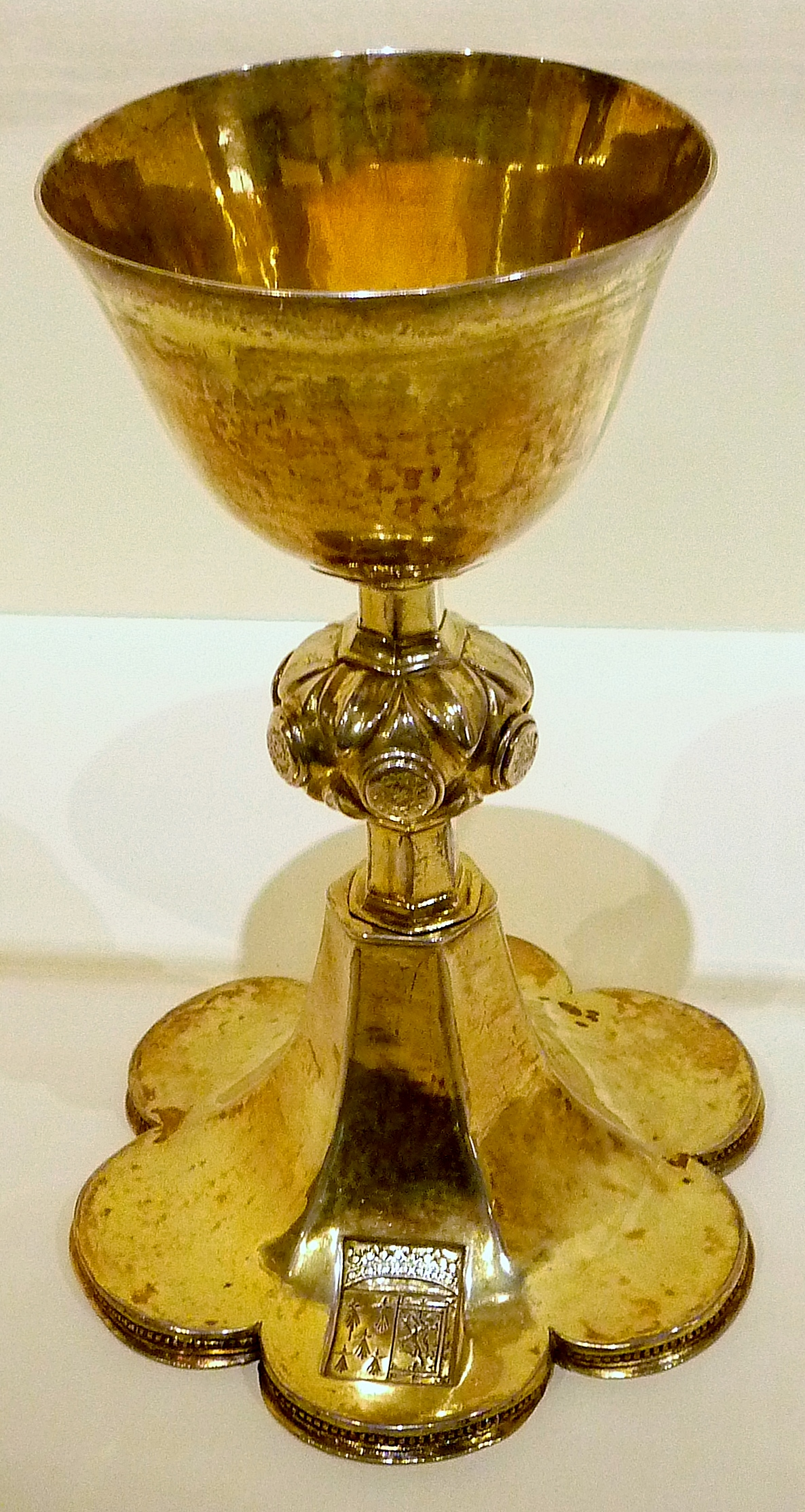
Séné (Morbihan), église Saint-Patern : calice d'Isabelle d'Écosse (XVe siècle)

### Révolution française
La majorité de la population, déçue par les nouvelles réformes des révolutionnaires (et notamment la Constitution civile du clergé), supporta la chouannerie, sans pour autant participer aux actions armées qui eurent lieu plus au nord. En 1790 est créé le département du Morbihan, dont Séné devient une commune.

### LeXIXesiècle
Amédée de Francheville écrit : 

« Les bateaux de pêche de Séné, nommés sinagots, sont excellents voiliers. Ils sont pointus aux deux extrémités, larges au grand bot. Ils ont de 7 à 8 mètres de tête à tête, et ne portent qu'une seule voile quadrangulaire amurant sur le côté. »

En 1869, une épidémie de variole fit 52 malades et provoqua 4 décès à Séné.
Benjamin Girard écrit en 1889 que « la commune de Séné borde le littoral. Sa population est essentiellement maritime, et la pêche côtière constitue sa principale industrie ; les marins pêcheurs de cette localité sont renommés pour leur intrépidité ; ils montent des embarcations connues sous le nom de sinagots ; ces bateaux, non pontés et d'un faible échantillon, sont pointus à chaque extrémité et ne portent qu'une seule voile ».

### LeXXIesiècle
Aujourd'hui, les Sinagots ont perdu leur identité maritime. Bien sûr, les sinagots, ces navires à fond plat et voiles rouges, naviguent toujours dans le golfe. Les anciens marais salants sont devenus réserve naturelle, propriété du Conservatoire du littoral. La pêche décline, l'activité ostréicole également. On ne compte plus à Port-Anna qu'une dizaine d'unités de pêche, travaillant essentiellement à la ligne ou au casier. Séné est désormais devenue une commune périurbaine qui tente de protéger son riche patrimoine, tant culturel, que naturel[réf. nécessaire].

## Politique et administration

### Rattachements administratifs et électoraux

#### Circonscriptions de rattachement
Séné appartient à l'arrondissement de Vannes et au canton de Séné, créé lors du redécoupage cantonal de 2014, dont elle est le bureau centralisateur. Avant cette date, elle était rattachée au canton de Vannes-Est.
Pour l'élection des députés, la commune fait partie de la première circonscription du Morbihan, représentée depuis juin 2022 par Anne Le Hénanff (Horizons/Ensemble). Sous la Ve République, elle a toujours appartenu à la 1re circonscription.

#### Intercommunalité
Depuis le 1er janvier 2017, date de sa création, la commune appartient à la communauté d'agglomération Golfe du Morbihan - Vannes Agglomération et en est la troisième ville la plus importante derrière Vannes et Saint-Avé. Issue de la fusion de deux autres intercommunalités, elle a succédé à Vannes agglo (anciennement Communauté d'agglomération du Pays de Vannes), fondée en décembre 2000.
Jusqu'en 2018, date de sa dissolution, Séné faisait aussi partie du Pays de Vannes.

#### Institutions judiciaires
Sur le plan des institutions judiciaires, la commune relève du tribunal judiciaire (qui a remplacé le tribunal d'instance et le tribunal de grande instance le 1er janvier 2020), du tribunal pour enfants, du conseil de prud’hommes et du tribunal de commerce de Vannes, de la cour d’appel et du tribunal administratif de Rennes et de la cour administrative d'appel de Nantes.

### Administration municipale
Le nombre d'habitants au dernier recensement étant compris entre 5 000 et 9 999, le nombre de membres du conseil municipal est de 29.

### Tendances politiques et résultats
Depuis l'élection d'Emmanuel Macron à la présidence de la République, Séné place en tête les candidats de La République en marche, lors des scrutins présidentiel et législatifs de 2017 et des élections européennes de 2019. Cependant, on remarque que le bloc de gauche obtient des scores plus élevés qu'au niveau national et départemental et qu'a contrario, les performances électorales du FN/RN sont moindres.
Lors du premier tour de l'élection présidentielle de 2022, Emmanuel Macron arrive largement en tête devant Jean-Luc Mélenchon et Marine Le Pen, ces trois candidats progressant par rapport au scrutin précédent. Au second tour, le président sortant remporte 73,25 % des suffrages exprimés face à la candidate du Rassemblement national. Aux élections législatives, le candidat investi par la NUPES, Luc Foucault (ancien maire de la commune), arrive en tête au premier tour devant Anne Le Hénanff (Horizons), soutenue par la coalition Ensemble. Au second tour, c'est cette dernière qui remporte la majorité des suffrages, en recueillant 51,82 % (2 097 voix).
Lors des élections législatives anticipées de 2024, Anne Le Hénanff est candidate à sa réélection sous l'étiquette Ensemble pour la République (EPR). Au premier tour, elle arrive en tête avec 39,69 % des voix devant Anne Gallo (NFP-PS app.) et Joseph Martin (RN) qui recueillent respectivement 33,42 et 22,27 %. Au second tour, suite au retrait de la candidate du Nouveau Front populaire, la députée sortante Horizons est très largement réélue avec 75,27 % contre 24,73 % pour le candidat du Rassemblement national.

### Jumelages
| Ville | Ville        | Pays | Pays    | Période     |
| ----- | ------------ | ---- | ------- | ----------- |
|       | Ballyshannon |      | Irlande | depuis 1991 |
|       | Donegal      |      | Irlande | depuis 1991 |
|       | Geispolsheim |      | France  | depuis 1984 |

Séné est jumelée avec la commune alsacienne de Geispolsheim depuis 1984, date à laquelle une charte de jumelage fut cosignée par Roger Weber et Francis Pouligo, respectivement adjoint au maire geispolsheimois et premier édile sinagot, et depuis 1991 avec les villes irlandaises de Ballyshannon et Donegal.

## Population et société

### Démographie
L'évolution du nombre d'habitants est connue à travers les recensements de la population effectués dans la commune depuis 1793. Pour les communes de moins de 10 000 habitants, une enquête de recensement portant sur toute la population est réalisée tous les cinq ans, les populations de référence des années intermédiaires étant quant à elles estimées par interpolation ou extrapolation. Pour la commune, le premier recensement exhaustif entrant dans le cadre du nouveau dispositif a été réalisé en 2008.

En 2022, la commune comptait 9 265 habitants, en évolution de +3,53 % par rapport à 2016 (Morbihan : +3,82 %, France hors Mayotte : +2,11 %).
| 1793  | 1800  | 1806  | 1821  | 1831  | 1836  | 1841  | 1846  | 1851  |
| ----- | ----- | ----- | ----- | ----- | ----- | ----- | ----- | ----- |
| 1 667 | 1 890 | 1 816 | 1 846 | 1 899 | 2 391 | 2 476 | 2 517 | 2 615 |

| 1856  | 1861  | 1866  | 1872  | 1876  | 1881  | 1886  | 1891  | 1896  |
| ----- | ----- | ----- | ----- | ----- | ----- | ----- | ----- | ----- |
| 2 554 | 2 707 | 2 815 | 2 702 | 2 849 | 2 943 | 2 868 | 2 918 | 2 703 |

| 1901  | 1906  | 1911  | 1921  | 1926  | 1931  | 1936  | 1946  | 1954  |
| ----- | ----- | ----- | ----- | ----- | ----- | ----- | ----- | ----- |
| 2 780 | 2 860 | 2 801 | 2 590 | 2 440 | 2 243 | 2 091 | 2 030 | 2 017 |

| 1962  | 1968  | 1975  | 1982  | 1990  | 1999  | 2006  | 2008  | 2013  |
| ----- | ----- | ----- | ----- | ----- | ----- | ----- | ----- | ----- |
| 2 353 | 2 744 | 3 596 | 4 599 | 6 180 | 7 868 | 8 064 | 8 126 | 8 821 |

| 2018  | 2022  | - | - | - | - | - | - | - |
| ----- | ----- | - | - | - | - | - | - | - |
| 8 946 | 9 265 | - | - | - | - | - | - | - |

## Culture et patrimoine

### Langue bretonne
L’adhésion à la charte Ya d’ar brezhoneg a été votée par le conseil municipal le 22 septembre 2006.
Le 28 novembre 2011 a été remis à la commune le label Ya d’ar brezhoneg de niveau 1.
À la rentrée 2016, 44 élèves étaient scolarisés dans la filière bilingue publique (soit 7,1 % des enfants de la commune inscrits dans le primaire).

### Lieux et monuments

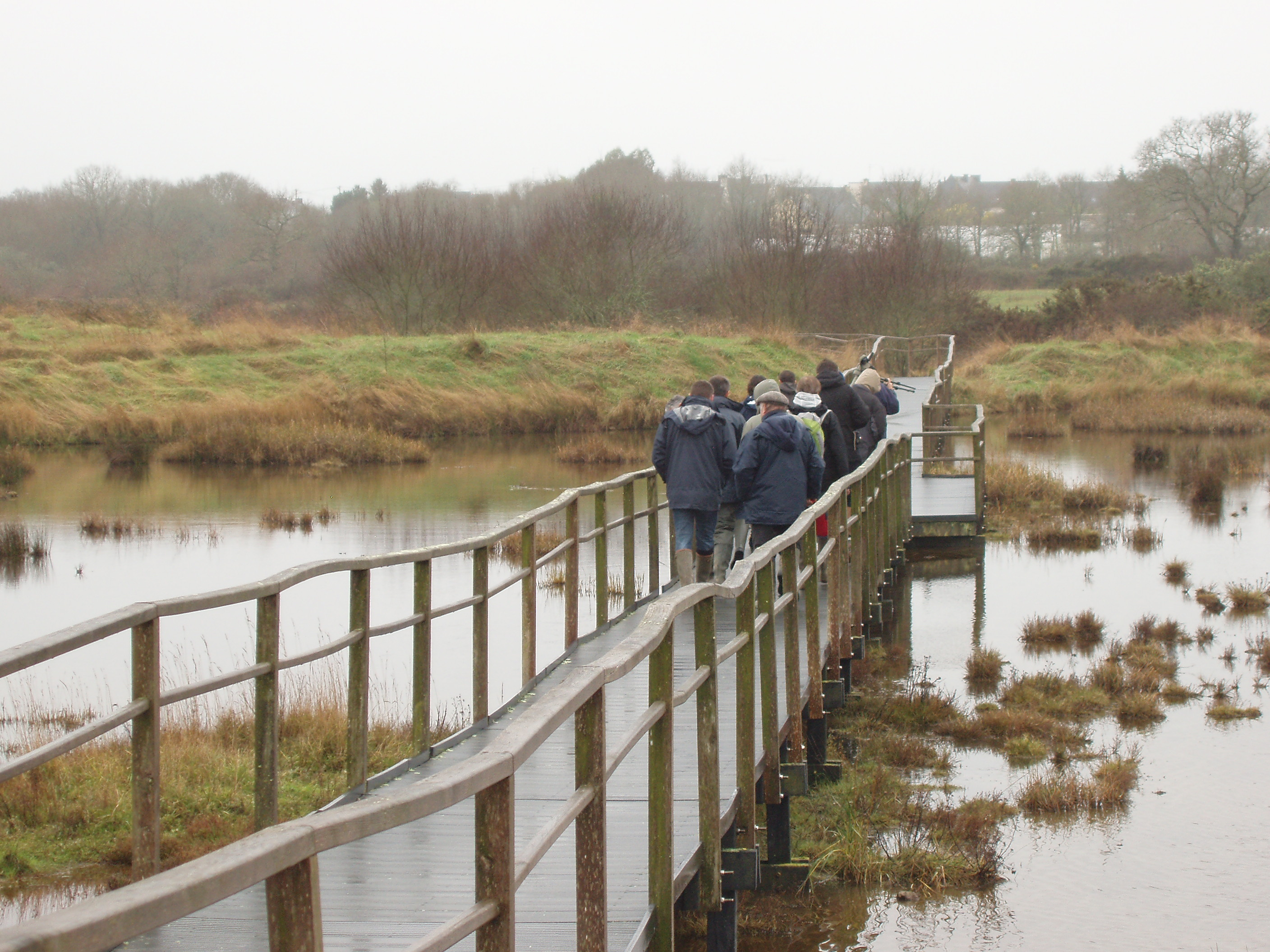
Groupe dans les anciennes salines de Séné.

#### Patrimoine religieux
- Église Saint-Patern (1878-1887), édifiée sur le plans de l'architecte Deperthes. Elle remplace un ancien sanctuaire édifié à l'Ouest de l'actuel édifice[42].
- Chapelle Sainte-Anne de Bellevue
- Chapelle de l'île de Boédic
- Chapelle de Kerarden
- Chapelle Saint-Laurent
- La croix de la Brassée
- La croix de Montsarrac

#### Patrimoine naturel
- l'anse de Mancel ;
- l'île de Mancel ;
- les plages de Moustérian, de la pointe du Bill, de Montsarrac et de Barrarac'h ;
- la presqu'île de Séné ;
- la presqu'île de la Villeneuve ;
- la réserve naturelle nationale des marais de Séné (anciens marais salants).

#### Patrimoine historique
- le dolmen de Gornevèse ;
- le four crématoire néolithique de Balgan ;
- le château de Bot Spernen date du XIXe siècle, il est inscrit à l'inventaire général du patrimoine culturel[43] ;
- le château de Cantizac ;
- le château de Limur date du XVIIIe siècle, il est inscrit à l'inventaire général du patrimoine culturel[44] ;
- la Maison rose ;
- le manoir de Barrarac'h date du XVIIe siècle, il est inscrit à l'inventaire général du patrimoine culturel[45] ;
- le manoir de Cano date du XVIe siècle, il est inscrit à l'inventaire général du patrimoine culturel[46] ;
- le manoir de Cantizac date du XVe siècle, inscrit à l'inventaire général du patrimoine culturel[47] ;
- le manoir de Lestrenic date des XVe et XVIIe siècles, il est inscrit à l'inventaire général du patrimoine culturel[48] ;
- le manoir du Ranquin date du XVIIe siècle, il est inscrit à l'inventaire général du patrimoine culturel[49] ;
- le manoir de Saint-Laurent date du XVIe siècle, il est inscrit à l'inventaire général du patrimoine culturel[50] ;
- le manoir Saint-Sébastien date du XVIIe siècle, les vestiges sont inscrits à l'inventaire général du patrimoine culturel[51].

#### Activités économiques et sportives
- Four à sel de l'île de Boède
- Hippodrome de Cano
- Port de pêche de Port-Anna

### Légende
- Le bloc rocheux, situé au lieu-dit du Meniech, près de Kerdavid, est connu pour la légende du "Pied du Diable" qui raconte notamment comment des korrigans auraient poursuivi le Diable qui avait mis le feu à la lande ; l'empreinte de son pied se verrait sur le rocher[52].

### Héraldique
|  | Les armoiries de Séné se blasonnent ainsi : D'azur à un sinagot de sable habillé de gueules, adextré d'un pal de sinople chargé d'un échassier contourné d'argent, becqué et membré de sable, soutenu d'une champagne ondée d'argent, au comble d'argent chargé de cinq mouchetures d'hermine de sable. (Le sinagot est un bateau de pêche typique du golfe du Morbihan. Les habitants de Séné s'appellent « Les Sinagots ».) |

## Personnalités liées à la commune
- Vitalien Laurent (1896-1973), prêtre et bizantiniste né à Séné.
- Michel Rocard (1930-2016), homme politique, était propriétaire d'une maison à Séné[53].
- Christian Latouche (1940), entrepreneur et propriétaire de Boëdic depuis 2015.
- Olivier Metzner (1949-2013), avocat et propriétaire de Boëdic entre 2010 et 2013.